# Marguerita Goua Lou
Marguerita Goua Lou (sinh ngày 31 tháng 5 năm 1970) là một Judoka người Bờ Biển Ngà. Cô đã tham gia cuộc thi hạng nặng nữ tại Thế vận hội Mùa hè 1996.